# The Nashville Teens
The Nashville Teens foi uma banda de rock and roll formada em 1962 em Surrey. Logo depois de começarem carreira eles agiram como banda de apoio de Carl Perkins em sua primeira turnê européia. O Nashville Teens era então parte da Invasão Britânica e seu maior sucesso, "Tobacco Road", alcançou o décimo quarto lugar nas paradas de sucesso norte-americana em 1964. O compacto seguinte, "Google Eye" (composto por Jonh D. Loudermilk), não conseguiu entrar no Top 40 e a banda foi aos poucos decaindo em popularidade. Na época de "Tobbaco Road" o grupo consistia de Ray Phillips e Arthur Sharp nos vocais, John Hawken no teclado, John Allen na guitarra, Pete Shannon no baixo e Barry Jenkis na bateria. Jenkis deixaria a banda em 1966 para juntar-se ao The Animals.